# ديان ستانكوفيتش
ديان ستانكوفيتش (بالصربية: Дејан Станковић) (ولد في 11 سبتمبر 1978) هو لاعب كرة قدم صربي. ولد في مدينة بلغراد التي كانت في يوغوسلافيا، وهي الآن عاصمة جمهورية صربيا.
أنهى ديان ستانكوفيتش تعاقده مع إنترناسيونالي بعد تسع سنوات أمضاها مع إنتر ميلان الإيطالي في يوليو 2013، وقد لعب مسبقاً في صفوف نادي النجم الأحمر الصربي، ونادي لاتسيو من روما، إيطاليا. أول ظهور دولي له كانت مع منتخب يوغوسلافيا لكرة القدم السابق أمام منتخب كوريا الجنوبية لكرة القدم في 22 أبريل 1998. وهو القائد الحالي لمنتخب صربيا لكرة القدم.
بدأ كلاعب محترف في عام 1994 في بلده يوغوسلافيا السابقة، وقد لعب مع نادي النجم الأحمر المعروف، وأول موسم كان 1994 - 1995. سجل أول أهدافه أمام نادي بودوتشنوست بودغوريتسا (في الجبل الأسود حالياً). بعد حظر الأمم المتحدة ليوغوسلافيا، لم يتمكن النادي بالمشاركة في أية بطولة أوروبية. ولكن بعد أن رفع الحظر في موسم 1996 - 1997، أبلى ستانكوفيتش بلاء حسناً في بطولة كأس أبطال الكؤوس الأوروبية السابقة.
في صيف عام 1998 انتقل إلى إيطاليا وبالتحديد إلى روما للعب لصالح نادي لاتسيو لقاء 7.5 مليون جنيه إسترليني. ساهم بشكل مميز مع النادي، ومن ثم انتقل إلى إنتر ميلان في يناير عام 2004 رغم رغبة نادي يوفينتوس بالحصول على عقد معه.
على صعيد المنتخب، شارك في بطولة كأس العالم لكرة القدم 1998 في فرنسا ضمن منتخب يوغوسلافيا لكرة القدم الذي وصل إلى الدور الثاني، وأقصي بعد خسارته أمام منتخب هولندا لكرة القدم. وشارك أيضاً مع المنتخب في كأس الأمم الأوروبية عام 2000، والذي أقصاه نفس الفريق (هولندا) في ربع النهائي. كما شارك في بطولة كأس العالم لكرة القدم 2006 في ألمانيا مع منتخب صربيا والجبل الأسود لكرة القدم الذي خرج من البطولة بدون أية نقطة. أعلن ديان ستانكوفيتش اعتزاله اللعب دولياً بعد إقصاء منتخب بلاده منتخب صربيا لكرة القدم من تصفيات كأس أوروبا 2012 لكرة القدم.

## مسيرته الكروية
لعب ديان ستانكوفيتش خلال مسيرته الاحترافية مع 3 أندية في عشرون موسمًا وسجل خلالها 81 هدفًا ضمن 453 مباراة. حيث فاز في تسعة مواسم بالكأس وفي ستة مواسم بالدوري.
خاض ديان ستانكوفيتش مسيرته مع نادي النجم الأحمر بلغراد في موسم 1994–95 ليلعب معه أربعة مواسم، مشاركًا في 85 مباراة سجل خلالها 30 هدف. ثم انتقل إلى نادي لاتسيو في موسم 1998–99 ليلعب معه ستة مواسم، حيث شارك في 137 مباراة سجل خلالها 22 هدفًا. لينتقل بعدها إلى نادي إنتر ميلان في موسم 2003–04 ليلعب معه عشرة مواسم، مشاركًا في 231 مباراة سجل خلالها 29 هدفًا.

## وصلات خارجية
- ديان ستانكوفيتش على موقع الاتحاد الدولي (مؤرشف)  (الإنجليزية)
- ديان ستانكوفيتش على موقع الاتحاد الأوربي (الإنجليزية)
- ديان ستانكوفيتش على موقع قاعدة بيانات كرة القدم.إي يو (الإنجليزية)
- ديان ستانكوفيتش على موقع ناشيونال فوتبول تيمز (الإنجليزية)
- ديان ستانكوفيتش على موقع Soccerbase.com (لاعب) (الإنجليزية)
- ديان ستانكوفيتش على موقع Soccerway.com (الإنجليزية)
- ديان ستانكوفيتش على موقع عالم كرة القدم.نت (الإنجليزية)
- ديان ستانكوفيتش على موقع AS.com (الإسبانية)
- ديان ستانكوفيتش